# The Canadian Guards
The Canadian Guards, littéralement « Les Gardes canadiens », étaient un régiment d'infanterie de l'Armée canadienne des Forces armées canadiennes. Celui-ci fut créé en 1953 et réduit à un effectif nul et transféré à l'ordre de bataille supplémentaire en 1975.

## Histoire
The Canadian Guards furent créés à Petawawa en Ontario le 16 octobre 1953. Au moment de sa création, le régiment comprenaient deux bataillons nouvellement créés en plus de deux bataillons existants, le 1st Canadian Infantry Battalion et le 2nd Canadian Infantry Battalion. Le 1st Canadian Infantry Battalion avait été créé à Valcartier au Québec le 4 mai 1951. Lorsque le régiment fut créé, il fut renommé en 3rd Battalion, The Canadian Guards. De son côté, le 2nd Canadian Infantry Battalion avait également été créé à Valcartier, mais le 10 avril 1952. À la création du régiment, il devint le 4th Battalion, The Canadian Guards. Les 3e et 4e Bataillon furent dissous le 31 mars 1957. Le 1er Bataillon fut dissous le 1er octobre 1968. Le 2e Bataillon fut réduit à un effectif nul le 6 juillet 1970 et fut transféré à l'ordre de bataille supplémentaire.

## Insigne
L'insigne des Canadian Guards est une étoile à dix pointes d'argent chargée d'un tourteau de gueules à trois feuilles d'érable sur une tige d'or, entouré d'un anneau d'or portant l'inscription « A MARI USQUE AD MARE », c'est-à-dire la devise du régiment, en lettres de sable et sommé de la couronne royale dans ses couleurs naturelles. Les dix pointes de l'étoile symbolisent les dix provinces canadiennes tandis que les feuilles d'érable sont reprises des armoiries du Canada, mais sont d'or au lieu d'être de gueules. La couronne royale rappelle le service au souverain et au Canada.